# NGC 6005
NGC 6005是位于矩尺座的疏散星团，距地球5875光年远，年龄约为11.5亿年